# سفين باريس
سفين باريس (بالإيطالية: Sven Paris)‏ (مواليد 17 ديسمبر 1980) هو ملاكم إيطالي، مثّل بلاده في الألعاب الأولمبية الصيفية 2000.

## روابط خارجية
سفين باريس على موقع بوكس ريك (الإنجليزية) (registration required)
- سفين باريس على موقع أوليمبيديا (الإنجليزية)